# Patriziella muceddai
Patriziella muceddai es una especie de escarabajo del género Patriziella, familia Leiodidae. Fue descrita por Casale en 2004.

## Distribución
Se encuentra en Cerdeña.